# Sudbury Wolves
Sudbury Wolves är ett juniorhockeylag i Ontario Hockey League. Klubben spelar i Sudbury i provinsen Ontario i Kanada.
Klubben har producerat spelare som Marc Staal, Brandon Convery, Randy Carlyle, Dennis Wideman, Steve Staios, Nick Foligno och Taylor Pyatt.

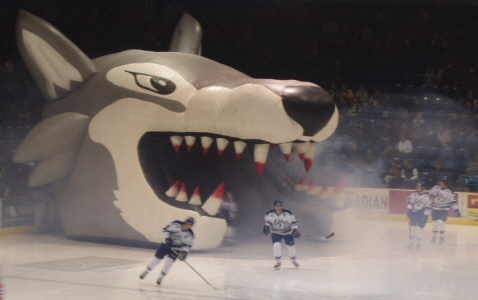
Sudbury Wolves gör entré i Sudbury Community Arena